# Super Mario Run
Super Mario Run — сайд-скроллер, автоплатформер, разработанный компанией Nintendo для мобильных устройств. Это один из немногих случаев, когда игра Марио была разработана не для аппаратных устройств Nintendo.

## Геймплей
Super Mario Run — первая игра серии, официально выпущенная на мобильные устройства. Игровой процесс происходит с боковой точки зрения, а жанр представляет собой платформер. Марио автоматически двигается, а также перепрыгивает небольшие препятствия. Игроку необходимо только вовремя совершать прыжки, а также регулировать их силу. Super Mario Run позиционируется как игра, в которую «можно играть одной рукой». В игре доступно 24 уровня, которые входят в 6 игровых миров. Помимо простого прохождения игры, пользователи могут попытаться побить рекорды своих знакомых пытаясь превзойти их акробатические рекорды, а также построить собственное Грибное королевство. На презентации Nintendo особо подчеркнула наличие соревновательного мультиплеера.
Список героев: Марио, Луиджи, Принцесса Пич, Тоад, Тоадетта, Дейзи, Йоши. Обновление, вышла версия 2.0.0 из цветной Йоши: Красный Йоши, Синий Йоши, Жёлтый Йоши, Фиолетовый Йоши.

## Разработка
Первые слухи о разработки игры для мобильных платформ, компанией Nintendo появились в 2010 году. В то же время президент компании Nintendo Сатору Ивата считал, что в случаи начала создания игр для мобильных платформ они «перестанут быть Нинтендо» и потеряют свою идентичность. В следующем году, взгляды Ивата были значительно сдвинуты, и Nintendo объявило о партнерстве с мобильным разработчиком DeNA, чтобы начать перенос брендов Nintendo на мобильные платформы.
7 сентября 2016 года на пресс-конференции компании Apple, Сигеру Миямото представил Super Mario Run. Игра доступа на десяти различных языках, а также был объявлен запуск приложения в 150 странах мира.

## Релиз
В сентябре после анонса игры, компания выпустила стикеры из игры Super Mario Run для пользователей iMessage. 15 декабря 2016 года игра стала доступна для всех пользователей платформы iOS. Уже выпущено для Android. Игра распространяется бесплатно, но даёт игроку пройти только первые три уровня игры. Для прохождения остальных уровней требуется покупка игры. Для защиты от пиратства, компания Nintendo встроила в игру требование соединения с интернетом.

## Отзывы
| Сводный рейтинг       | Сводный рейтинг |
| Агрегатор             | Оценка          |
| --------------------- | --------------- |
| GameRankings          | 76,23 %         |
| Metacritic            | 79/100          |
| Иноязычные издания    |                 |
| Издание               | Оценка          |
| Game Informer         | 7/10            |
| GameSpot              | 7/10            |
| GamesRadar+           | [ 8 ]           |
| IGN                   | 8/10            |
| Nintendo Life         | 8/10            |
| Polygon               | 7/10            |
| Time                  | [ 12 ]          |
| TouchArcade           | [ 13 ]          |
| USgamer               | [ 14 ]          |
| Русскоязычные издания |                 |
| Издание               | Оценка          |
| «Игры Mail.ru»        | 8,5/10          |

### До релиза
Анонс Super Mario Run спровоцировал резкий и стремительный скачок акций Nintendo. Они стали заметно дорожать, и в определенный момент их цена даже приблизилась к значениям пятилетнего максимума. Игра получила огромное количество публикаций и заняла топовое место в трендах социальной сети Twitter.

### После релиза
Игра получила преимущественно положительные отзывы критиков. Рейтинг на сайте Metacritic составил 79 баллов из 100 на основе 26 обзоров критиков.
Сервис для слежения скачивания приложений Apptopia, сообщила что Super Mario Run был загружен 2,85 миллионов раз в день её выхода на iOS.Эти цифры превышают количество скачиваний игры Pokemon Go (900 тысяч), хотя в отличие от Super Mario Run, Pokemon Go имел ограниченную доступность страны по первоначальной версии, в то время как Super Mario Run был доступен в 150 странах для скачивания.
Несмотря на успешный релиз, акции компаний Nintendo и DeNA обвалились на 5,6 и 7,9 %,а капитализация Nintendo упала на 2 000 000 000 $ после выхода игры. Также некоторым пользователям, не понравилась монетизационная модель Super Mario Run. Другие жаловались на необходимость постоянного подключения к сети.